# Wetherspoons
JD Wetherspoon plc, noto anche come Wetherspoon o Wetherspoons, è una catena di pub che opera nel Regno Unito e in Irlanda, con sede a  Watford. Gestisce i marchi seco Lloyds No.1 (bar) e Wetherspoon. Wetherspoon è noto per aver convertito locali non convenzionali, come ex cinema e banche, in pub. La società è quotata alla Borsa di Londra e fa parte dell'indice FTSE 250.

## Storia
L'azienda è stata fondata nel 1979 da Tim Martin, che aprì il suo primo pub nel dicembre del 1979, a Muswell Hill, un distretto di Londra. La prima parte del nome dell'azienda deriva da Boss Hogg, detto anche JD, personaggio di Hazzard serie televisiva statunitense; la seconda parte del nome era il cognome di uno degli insegnanti di Martin in Nuova Zelanda: la dedica è ironica in quanto l'insegnante aveva affermato che Martin non avrebbe mai avuto successo.
Durante gli anni '90 del XX secolo, Wetherspoons ha avviato una politica di chiusura sistematica dei suoi punti vendita più piccoli o meno redditizi, spesso sostituendoli con locali più grandi non lontano da dove aveva chiuso. Nel 1998, Wetherspoons ha introdotto la pinta sovradimensionata per promuovere la "pinta piena". Wetherspoons ha aperto la strada alle aree non fumatori nei pub prima ancora che la legge introducesse l'obbligo in Irlanda e nel Regno Unito tra il 2005 e il 2006.